# Chiau Wen-Yan
 Chiau Wen-Yan  ((en chino tradicional, 邱文彥, nacido el 17 de julio de 1953) fue un político Taiwanés y miembro del Parlamento de la República de China.  Es catedrático y el exdirector del Instituto de Asuntos del Medio Marino y Gestión de Recursos de la  Universidad Nacional del Océano de Taiwán en Keelung, Taiwán, República de China.

## Educación y especializaciones
Chiau Wen-yan recibió un título de Máster (1989) y un doctorado (1991) en la Universidad de Pensilvania , Estados Unidos, tras obtener sus títulos de licenciatura (1976) y un Máster en Leyes (1980) en Taiwán.  Fue honrado con el "Premio al Graduado Destacado de la Universidad Nacional Cheng Kung 2015" en noviembre del mismo año; asimismo le fue otorgado el "Premio a la Contribución de Toda una Vida"  por el Instituto de Arquitectos Paisajistas de Taiwán en enero de 2016.  Chiau se especializó en la planificación y la gestión del medio ambiente, en especial en lo que respecta a las áreas de planificación urbana y regional, el cambio climático, la gestión de las zonas costeras, la conservación de los humedales, el ecoturismo, el patrimonio subacuático, las políticas oceánicas y el derecho ambiental. De hecho, Chiau redactó la Ley de Educación Ambiental de Taiwán, que fue aprobada en 2010.  En el año 1995 así como en el año 2001, la Oficina Comercial de Canadá en Taipéi le otorgó el honroso "Premio de Estudios Canadienses" por sus investigaciones sobre la gestión de las zonas costeras y las zonas marinas protegidas de Canadá.  Chiau representó la Delegación de China Taipéi en el Congreso del Grupo de Trabajo de APEC sobre la Conservación de Recursos Marinos y Pesca lo que dio lugar a publicaciones comunes de APEC para el "Grupo de Trabajo de Conservación de Recursos Marinos" y el "Grupo de Trabajo de Pesca".  Asimismo ocupó el cargo de editor de la revista internacional "Gestión del Océano y Zonas Costeras".

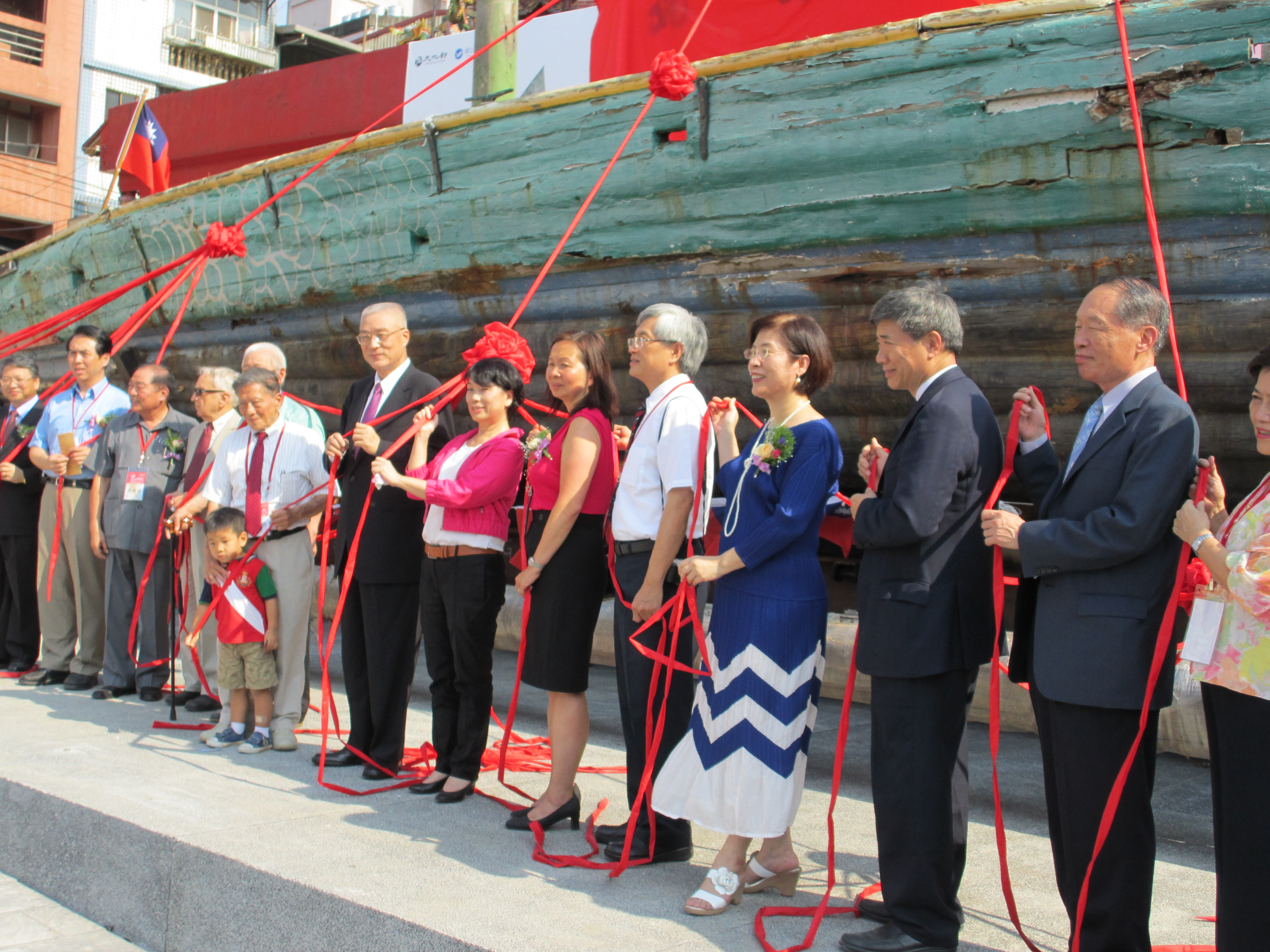
ceremonia de China libre del barco de regreso a casa

En su trabajo como oceanógrafo Chiau se dedicó a elaborar planos marinos tales como "La Visión de los Países Marítimos" en 1996, el "Folleto Organizacional de Asuntos Marítimos" en 2000, el "Libro Blanco del Océano" en 2001, la "Visión Nacional para la Década de Oro" relativos a las políticas de protección de los océanos y humedales en el año 2002, "El Libro Blanco de la Política Oceánica" en 2006, el "Libro Blanco de la Educación Oceánica" en 2007, y la política de la "Revolución Azul y la Nación Oceánica" en 2008.  Chiau y Huang Huang-Hsiung presentaron el "Seminario sobre el Océano y Taiwán" tres veces consecutivas.  Chiau también participó en el rescate de la embarcación Free China Junk.

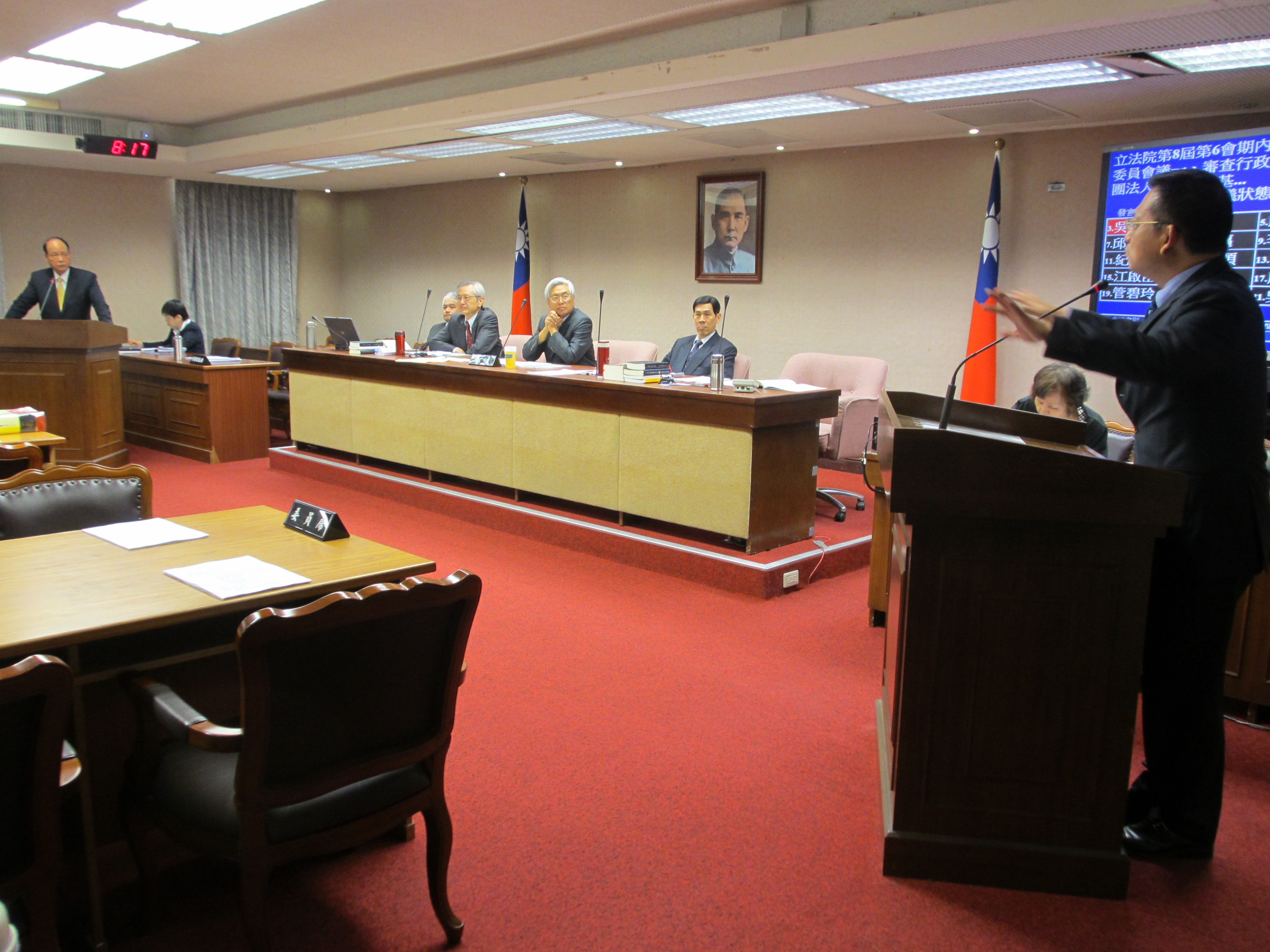
Comité de Asuntos Internos del Consejo Legislativo

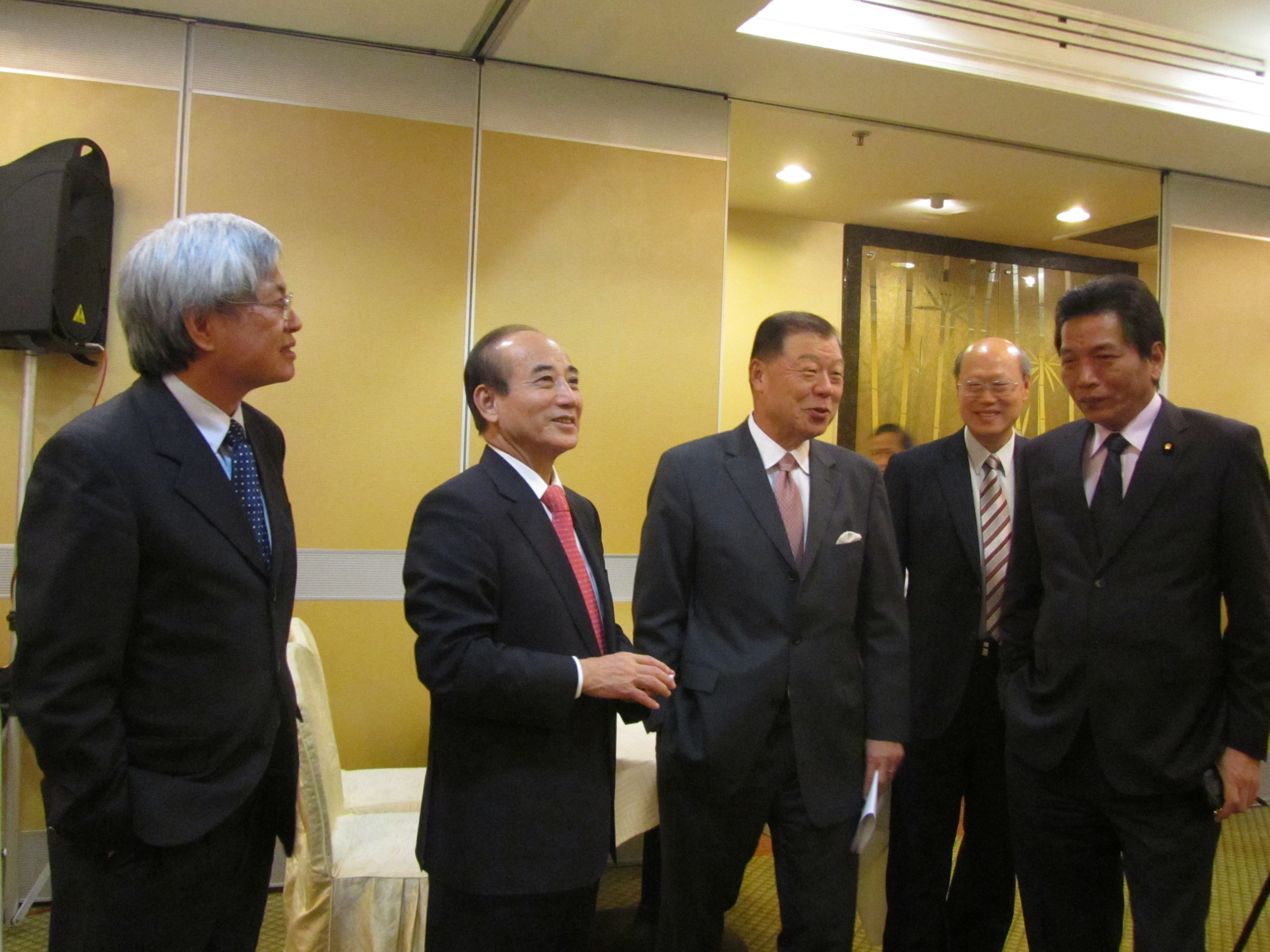
La diplomacia del Congreso

Chiau fue nombrado Director Adjunto de la Administración de Protección Ambiental, Yuan Ejecutivo en agosto de 2008.  En 2011, fue nominado y ocupó el quinto lugar por el Partido Kuomintang como el primer legislador suplente 2012, en noviembre de 2011.  Por otra parte, Chiau fue designado como el presidente de la "Asociación Parlamentaria de Amistad con Alemania de la República de China" establecido en el Yuan Legislativo el 10 de junio de 2015.
Chiau defiende la sostenibilidad del medio ambiente y la conservación del patrimonio cultural y paisajista y asimismo ha promovido el desarrollo de cartas de navegación electrónicas para mantener la seguridad de la navegación.  A su vez insta a los países relevantes al autocontrol con respecto a las disputas sobre el Mar de la China Oriental y el Mar del Sur de China.  Recomienda apoyar el concepto de "paz" y "zonas marinas protegidas" de tal modo que Taiwán, China y Japón puedan aparcar temporalmente sus diferencias y negociar mediante el "Parque de Paz de la Marina Internacional" que se construye de manera conjunta en el Mar de la China Oriental y el Mar del Sur de China.

## Antecedentes Profesionales
Escolaridad  

Chiau previamente se desempeñó como catedrático y director del Instituto de Asuntos Marinos y Gestión de Recursos de la Universidad Nacional Oceánica de Taiwán. En la actualidad es un catedrático titular del Departamento de Medio Ambiente Marino e Ingeniería de la Universidad Nacional Sun Yat-sen. 

Gobierno 

La participación de Chiau en el gobierno de Taiwán ha consistido en los siguientes cargos públicos: 8 periodos como legislador suplente, Viceministro de Administración de Protección Ambiental, miembro de la Comisión de Educación Marina, Miembro del Consejo del Ministerio de Educación, Consejo Nacional del Desarrollo de Asuntos Marinos, Yuan Ejecutivo (Gabinete) miembro de la Comisión de Investigación y Planificación, Administración de Guardacostas de Taiwán, Yuan Ejecutivo (Gabinete) Asesor de la Comisión Dictaminadora de la Conservación Nacional Territorial y el Desarrollo del Sala del Consejo Presidencial; miembro del  Consejo Nacional de Desarrollo Sostenible, Yuan Ejecutivo (Gabinete) Asesor del Comité para el Desarrollo Sostenible, Yuan Legislativo (Congreso) miembro del Comité de Evaluación de Impacto Ambiental, Asesor gubernamental del condado Penghu, Asesor de Gobierno del condado Kaohsiung, Asesor de gobierno de la  ciudad de Kaohsiung, miembro del Gobierno del condado Pingtung, miembro de la comisión dictaminadora de Conservación de Vida Silvestre, Consejo de Agricultura, Yuan Ejecutivo (Gabinete) Delegado de Taipéi China, Especialista Senior del Grupo de Trabajo de Conservación de Recursos Marinos de APEC, Administración de Planificación y Construcción, Ministerio del Interior. 

ONGs 

Asimismo participa en organizaciones no gubernamentales (ONG) con las siguientes funciones: Director General, Presidente de la Fundación del Océano de Taiwán, Presidente de la Asociación para el Control de la Contaminación Marina, Miembro de la Junta de conservación de humedales de Taiwán, Consejo del Medio Ambiente de Asia - ONGs del Medio Ambiente de Asia y el Pacífico. 

## Principales proyectos de ley propuestos y aprobados
Chiau propuso la Ley de Educación Ambiental,  La Ley de Conservación de los Humedales, la Ley para la Organización del Consejo de los Pueblos Indígenas, la Ley de gestión de zonas costeras, la enmienda de la Ley Forestal - Capítulo para la Protección Forestal, la Ley de los Museos, la ley de gestión y reducción de gases de efecto invernadero, las cuatro leyes para la organización del Consejo de Asuntos Marinos, Administración de Guardacostas, Administración de Conservación Marina, y la Academia Nacional para la Investigación de los Océanos, la Ley de conservación del patrimonio cultural subacuático y la ley nacional de planificación de uso de tierras, los cuales fueron aprobados durante los años 2010 a 2015.  Chiau también participó en el proceso de deliberación del "Estatuto Especial para la Gestión Integral de las Cuencas Fluviales", el cual fue aprobado oficialmente el 14 de enero de 2014.

## Otras leyes propuestas
Otras leyes de Chiau incluyen la "Modificación a la Ley de Renovación Urbana", el "Proyecto de ley paisajista", el "Proyecto de ley arquitectónico y paisajista ", el "Proyecto de ley de la Gestión de las Áreas Marinas", la "Enmienda a la Ley de preservación del patrimonio cultural ", y el Proyecto de Ley del "Área Marina y Territorial de los Pueblos Indígenas".

## Anécdota
Cuando Chiau era un estudiante en la Universidad Nacional Cheng Kung, se desempeñó como presidente del club de bellas artes, y aprendió del catedrático Guo Bai-chuan (郭柏川 ) a dibujar, del catedrático Ma Den-Fieu (馬 電 飛) la pintura a la acuarela, del catedrático Tsai Mao-song(蔡茂松) la pintura tradicional china, y del catedrático Wang Jia-cheng (王家誠) a diseñar. Chiau ha ganado los primeros premios del grupo de la universidad y del grupo social en la "Competencia de dibujo y pintura a tinta en los siete condados del sur de Taiwán," con las obras expuestas en el Centro de Educación Social de Tainán.  Chiau también obtuvo el primer premio (Premio al Anillo de oro) en la categoría de pintura tradicional china del "Premio Qingxi de Literatura y Arte" a nivel nacional de las reservas militares.  Algunos de sus dibujos de bolígrafo se conservan en [Ensayos Viajeros de Chiau Wen-yan].